# Léon Vidal (photographe)
Pour les articles homonymes, voir Léon Vidal et Vidal.
Léon Vidal, né le 24 février 1833 à Marseille et mort à Port-de-Bouc le 5 août 1906, est un érudit et inventeur spécialisé dans l’ingénierie photographique française.

## Biographie
D'une famille de notables de Martigues, Léon Vidal est le fils de Jean-Baptiste Vidal, négociant et propriétaire des salines de Porc-de-Bouc (qui deviennent la Compagnie des Salins du Midi en 1856), et d'Émilie Vidal.
Léon Vidal est secrétaire général de la Société photographique de Marseille de 1860 à 1875. Dès 1861, il donne des cours de photographie à la faculté des sciences. Il tente de fédérer en 1862 quelques sociétés savantes et artistiques de Marseille en créant une Union des arts ; après quelques concerts ou conférences, cette Union des arts cessera ses activités, puis sera reprise en 1866 avec la création d'un Cercle artistique de Marseille sous l'impulsion de Jules Charles-Roux.
Vidal s'intéresse aux travaux sur la photographie : tirage au charbon, phototypie, photos en couleurs. À partir de 1875, il est professeur de reproduction industrielle des œuvres d'art à l'École nationale supérieure des arts décoratifs et prépare avec Jules Fleury-Hermagis la création d'un musée des photographies documentaires. Il invente une méthode de photochromie pour laquelle il reçoit une médaille d'or lors de l'Exposition universelle de 1878. Dans les années 1880, il donne des cours et des conférences à Marseille et à Paris (à la Sorbonne) sur ses travaux. Il donne en 1893 une série de conférences sur la photogravure en creux et en relief au Conservatoire national des arts et métiers. Il est directeur du journal mensuel, Le Moniteur de la photo. En 1890, il est président-fondateur de l'Union photographique, société de secours mutuel. Il est élu le 16 mars 1893 au 23e fauteuil de l'Académie de Marseille. Propriétaire de salines à Port-de-Bouc dont il est maire en 1870-1871, il est nommé chevalier de la Légion d'honneur en 1900.
Il est président de la Chambre syndicale de la photographie.
Il meurt le 5 août 1906 dans sa propriété de la Gaffette (château Vidal) et est inhumé à Martigues.

## Distinctions
- Chevalier de la Légion d'honneur (1900).
- Officier de l'Instruction publique (1883).
- Officier d'académie (1878).

## Publications
- Marseille. Union des arts : Création d'un centre intellectuel, exposition permanente de peinture, sculpture, objets d'art et de science, Marseille, 1862, 68 p. (OCLC 458545306)
- Photographie. Calcul des temps de pose, au tables photométriques portatives pour l'appréciation à un très haut degré de précision des temps de pose nécessaires à l'impression des épreuves négatives à la chambre noire en raison de l'intensité de la lumière, Paris, Bar-sur-Aube, 1865 (OCLC 504888186)
- Photographie au charbon, recueil pratique de divers procédés de tirage des épreuves positives formés de substances inaltérables, procédés Swan, Marion, Jeanrenaud et autres, Paris, Leiber, 1869, 164 p.
- De l'art photographique considéré au point de vue industriel, Société statistique de Marseille, 1871 (OCLC 866986720)
- La photographie appliquée aux arts industriels de reproduction, Paris, Gauthier-Villars, coll. « Annales de la photographie », 1880, 60 p. (lire en ligne).
- Manuel du touriste photographe, Paris, Gauthier-Villars, 1889 (OCLC 243468530)
- Manuel pratique d'orthochromatisme, Paris, Gauthier-Villars, 1891, 127 p. (OCLC 1096884)
- Traité pratique de photolithographie : photolithographie directe et par voie de transfert, photozincographie, photocollographie, autographie, photographie sur bois et sur métal à graver, tours de main et formules diverses, Paris, Gauthier-Villars, 1893 (OCLC 493778514)
- De la possibilité de reconstituer les couleurs d'un objet polychrome par une méthode graphique automatique, application de ce mode de reconstitution des couleurs a l'analyse des combinaisons chromiques aux combinaisons polychromes et a l'enseignement de la peinture, Paris, Plon, Nourrit et Cie, 1894
- Photographie des couleurs, sélection photographique des couleurs primaires, son application à l'exécution de clichés et de tirages propres à la production d'images polychromes à trois couleurs, Paris, Gauthier-Villars et fils, 1897, 92 p. (OCLC 458545319)
- (de) Die Photoglyptie oder der Woodbury-Druck, 1897, 174 p. (OCLC 637039900)
- Les progrès de la photogravure, Paris, Gauthier-Villars, 1900 (OCLC 879312273)
- Traité pratique de la photogravure en relief et en creux, Paris, Gauthier-Villars, 1900, 445 p.
- Traité pratique de la photochromie, Paris, Leiber, 1903, 328 p.